# Ken Mehlman
Kenneth Brian Mehlman (sinh ngày 21 tháng 8 năm 1966) là một doanh nhân xã hội và doanh nhân người Mỹ. Ông phục vụ như một thành viên, người đứng đầu toàn cầu về các vấn đề công cộng, và đồng chủ tịch của tác động toàn cầu KKR tại công ty đầu tư Kohlberg Kravis Roberts. Ông giám sát các nỗ lực đầu tư có trách nhiệm của công ty, lãnh đạo các chương trình Quản trị xã hội môi trường của công ty. Trước khi gia nhập KKR, Mehlman đã dành một năm làm luật sư và đối tác tại công ty luật Akin Gump Strauss Hauer & Feld. Vào tháng 1 năm 2017 Mehlman tuyên bố rằng ông sẽ đóng vai trò là chủ tịch của Ban cố vấn chính sách Sáng kiến Chan Zuckerberg.
Mehlman giữ nhiều chức vụ quốc gia trong Đảng Cộng hòa và Chính quyền George W. Bush. Năm 2000, ông được bổ nhiệm làm giám đốc Văn phòng Chính trị Nhà Trắng. Mehlman quản lý chiến dịch tái tranh cử năm 2004 của Bush và là Chủ tịch thứ 62 của Ủy ban Quốc gia đảng Cộng hòa từ năm 2005–07. Năm 2007, Bush bổ nhiệm Mehlman với nhiệm kỳ năm năm trong Hội đồng tưởng niệm Holocaust của Hoa Kỳ.
Năm 2010, Mehlman công khai người đồng tính trong một cuộc phỏng vấn với nhà báo Marc Ambinder, khiến ông trở thành một trong số ít những nhân vật đồng tính công khai nổi bật trong Đảng Cộng hòa. Ông nói với Ambinder rằng ông biết rằng Đảng Cộng hòa nhấn mạnh một chương trình nghị sự chống đồng tính, nhưng cảm thấy ông không thể "đi ngược lại sự đồng thuận của đảng" khi ông giữ các vị trí lãnh đạo. Sau khi công khai, Mehlman ủng hộ việc công nhận hôn nhân đồng giới.

## Tuổi thơ và giáo dục
Mehlman được sinh ra ở Baltimore, Maryland. Ông là một trong hai người con trai của Judith và Arthur Mehlman. Cha của ông là giám đốc của MuniMae và một đối tác cũ của KPMG, mà ông là người đứng đầu bộ phận kiểm toán của công ty tại Khu vực đô thị Baltimore-Washington ]]. Bruce, anh trai của Mehlman, làm việc như một người vận động hành lang tại Mehlman Vogel Castagnetti.
Mehlman nhận bằng đại học năm 1988 từ Franklin and Marshall College ở Lancaster, Pennsylvania, nơi ông trở thành thành viên của chương Xi của Phi Kappa Tau. Ông đã nhận bằng J.D. của Trường Luật Harvard vào năm 1991, nơi ông là bạn học của Tổng thống tương lai Barack Obama.

## Đời tư
Mehlman là người Do Thái và sống tại New York City.